# Stanisław Krzesiński
Stanisław Błażej Krzesiński (* 3. Februar 1950 in Białobrzegi, Woiwodschaft Masowien) ist ein ehemaliger polnischer Ringer.

## Werdegang
Stanisław Krzesiński begann als Jugendlicher 1965 in Radom mit dem Ringen. Bis zum Jahre 1968 startete er für einen Ringerclub in Radom und wechselte dann zum polnischen Spitzenverein GKS Kattowitz. Er konzentrierte sich ganz auf den griechisch-römischen Stil und wurde von Michał Kosno, Jan Adamaszek und Janus Tracewski trainiert. 1971 wurde er erstmals polnischer Meister im Weltergewicht. Diesen Titel gewann er auch 1973, 1974 und 1976.
1971 gab er auch sein Debüt bei einer internationalen Meisterschaft und kam dabei bei der Weltmeisterschaft in Sofia im Weltergewicht mit Siegen über Abdelhamid Abdeljelil aus Tunesien, Sirri Acar aus der Türkei, Gary Neist aus den Vereinigten Staaten und Eero Tapio aus Finnland und Niederlagen gegen Wiktor Igumenow aus der UdSSR u. Boris Butrakow aus Bulgarien auf einen guten 5. Platz.
1972 startete er bei den Olympischen Spielen in München und kam im Weltergewicht zu einem Punktsieg über den Japaner Jichiiro Date, rang gegen Werner Schröter aus der Bundesrepublik Deutschland unentschieden. Gegen den Schweden Jan Karlsson unterlag er und hatte damit sechs Fehlerpunkte erreicht, die ihn zum Ausscheiden zwangen. Er belegte in der Gesamtwertung den 11. Platz.
1973 erreichte Stanisław Krzesiński bei der Europameisterschaft in Helsinki wieder einen guten 5. Platz. Er besiegte dabei Adrian Florin Popa aus Rumänien, Ferenc Kocsis aus Ungarn, Vojislav Tabacki aus Jugoslawien und Pentti Salo aus Finnland. Besiegt wurde er nur von Klaus-Peter Göpfert aus der DDR. Diese Niederlage warf ihn aber kurz vor dem Erreichen der Medaillenplätze aus dem Rennen. Bei der Weltmeisterschaft des gleichen Jahres in Teheran kam er nur zu einem Sieg über Hashem Ghanbari aus dem Iran und zu einem Unentschieden gegen Kung Young-shik aus Südkorea und belegte damit den 10. Platz.
In den nächsten beiden Jahren erreichte er bei der Europameisterschaft 1974 in Madrid im Weltergewicht den 6. Platz, bei der Weltmeisterschaft 1974 in Kattowitz den 7. Platz und bei der Europameisterschaft 1975 in Ludwigshafen am Rhein nur den 11. Platz im Weltergewicht. Bei zwei dieser Meisterschaften verlor er dabei wieder gegen Klaus-Peter Göpfert, der sich zu seinem Angstgegner entwickelte.
1976 nahm Stanisław Krzesiński in Montreal zum zweiten Mal an Olympischen Spielen teil. Er kam dort aber nur zu einem Sieg über den Kubaner Idalberto Barkam und verlor gegen Mikko Huhtala aus Finnland und Klaus-Peter Göpfert und kam auf den 11. Platz.
Das beste Ergebnis bei einer internationalen Meisterschaft erzielte er dann bei der Europameisterschaft 1977 in Bursa. Im Weltergewicht siegte er über Mihály Toma aus Ungarn, Giorgios Kostandopoulos aus Griechenland, Karolj Kasap aus Jugoslawien und Ion Ciobotaru aus Rumänien. Diese vier Siege reichten nach Niederlagen gegen Iwan Schopow aus Bulgarien und Klaus-Peter Göpfert aber nicht zu einem Medaillengewinn. Er belegte nur den undankbaren 4. Platz.
In seiner weiteren Laufbahn erreichte er dann noch folgende Platzierungen: 10. Platz bei der Weltmeisterschaft in Göteborg, dort unterlag er u. a. auch gegen den jungen Deutschen Karl-Heinz Helbing aus Mainz, 8. Platz bei der Europameisterschaft in Oslo, 6. Platz bei der Weltmeisterschaft in Mexiko-Stadt und 10. Platz bei der Weltmeisterschaft in San Diego.
Danach beendete Stanisław Krzesiński seine Ringerlaufbahn. Er studierte an der Sporthochschule AWF in Kattowitz und wurde im Laufe seiner Trainerkarriere Trainer von vielen polnischen Spitzenringern wie Bogdan Daras, Andrzej Głąb, Andrzej Malina, Piotr Stępień, Roman Wrocławski, Ryszard Wolny, Wlodzimierz Zawadzki und Andrzej Wroński, von denen mehrere Olympiasieger, Welt- und Europameister wurden.
Im Jahre 1984 vollbrachte er bei der Europameisterschaft in Jönköping eine wahre Heldentat. Er war dort als polnischer Trainer mit dabei und überwältigte einen offensichtlich geistig umnachteten ca. 35-jährigen Mann, der plötzlich mit gezogener Pistole auf die Matte sprang und Sportler und Zuschauer bedrohte.

## Internationale Erfolge
| Jahr | Platz | Wettbewerb                                                          | Gewichtsklasse | |
| 1970 | 2.    | Großer Preis von Ungarn in Tatabánya                                | Welter         | hinter Stativka, vor Irasjuk, bde. UdSSR |
| 1971 | 5.    | WM in Sofia                                                         | Welter         | mit Siegen über Abdelhamid Abdeljelid, Tunesien, Sirri Acar, Türkei, Gary Neist, USA und Eero Tapio, Finnland u. Niederlagen gegen Wiktor Igumenow, UdSSR u. Boris Butrakow, Bulgarien       |
| 1972 | 3.    | Vorolympisches Turnier in München                                   | Welter         | hinter Werner Schröter, BRD u. Boris Butrakow |
| 1972 | 6.    | EM in Kattowitz                                                     | Welter         | mit einem Sieg über Angel Blanco, Spanien, einem Unentschieden gegen Petros Galaktopoulos, Griechenland u. einer Niederlage gegen Vítězslav Mácha, CSSR                                      |
| 1972 | 11.   | OS in München                                                       | Welter         | mit einem Sieg über Jichiiro Date, Japan, einem Unentschieden gegen Werner Schröter und einer Niederlage gegen Jan Karlsson (Ringer), Schweden                                               |
| 1973 | 3.    | Turnier in Klippan                                                  | Welter         | hinter Wjatscheslaw Mkrtyschew, UdSSR u. Klaus-Peter Göpfert, vor Jürgen Hähnel, bde. DDR |
| 1973 | 1.    | Großer Preis der Bundesrepublik Deutschland in Moosburg an der Isar | Welter         | vor Christow, Bulgarien u. Kurt Gansserich, BRD |
| 1973 | 5.    | EM in Helsinki                                                      | Welter         | mit Siegen über Adrian Florin Popa, Rumänien, Ferenc Kocsis, Ungarn, Vojislav Tabacki, Jugoslawien u. Pentti Salo, Finnland u. einer Niederlage gegen Klaus-Peter Göpfert                    |
| 1973 | 10.   | WM in Teheran                                                       | Welter         | mit einem Sieg über Hashem Ghanbari, Iran, einem Unentschieden gegen Kung Young-shik, Südkorea u. einer Niederlage gegen Ferenc Kocsis                                                       |
| 1974 | 2.    | Turnier in Klippan                                                  | Welter         | hinter Schamil Chissamutdinow, UdSSR, vor Jan Karlsson u. Anatoli Bykow, UdSSR |
| 1974 | 6.    | EM in Madrid                                                        | Welter         | mit Siegen über Johannes van de Paverd, Niederlande, Iwan Kolew, Bulgarien u. Apostolos Messiakaris, Griechenland u. Niederlagen gegen Vojislav Tabacki u. Klaus-Peter Göpfert               |
| 1974 | 7.    | WM in Kattowitz                                                     | Welter         | mit einem Sieg über Vojislav Tabacki, einem Unentschieden gegen Murat Toklu, Türkei u. einer Niederlage gegen Mihály Toma, Ungarn                                                            |
| 1975 | 11.   | EM in Ludwigshafen am Rhein                                         | Welter         | nach Niederlagen gegen Klaus-Peter Göpfert u. Mehmet Türüt, Türkei |
| 1976 | 11.   | OS in Montreal                                                      | Welter         | mit einem Sieg über Idalberto Barkam, Kuba u. Niederlagen gegen Mikko Huhtala, Finnland u. Klaus-Peter Göpfert                                                                               |
| 1977 | 3.    | Großer Preis der BRD in Aschaffenburg                               | Welter         | hinter Ion Ciobotaru, Rumänien u. Mikko Huhtala, vor Vojislav Tabacki u. Anatoli Bykow |
| 1977 | 4.    | EM in Bursa                                                         | Welter         | mit Siegen über Mihály Toma, Giorgios Kostandopoulos, Karolj Kasap, Jugoslawien u. Ion Ciobotaru u. Niederlagen gegen Janko Schopow, Bulgarien u. Klaus-Peter Göpfert                        |
| 1977 | 10.   | WM in Göteborg                                                      | Welter         | mit einem Sieg über Adrian Florin Popa u. Niederlagen gegen Karl-Heinz Helbing, BRD u. Ferenc Kocsis                                                                                         |
| 1978 | 1.    | Großer Preis der BRD in Aschaffenburg                               | Welter         | vor Jacques van Lancker, Belgien, Alexander Aliew, UdSSR, Ion Ciobotaru u. Karl-Heinz Helbing                                                                                                |
| 1978 | 2.    | „Iwan-Podubbny“-Turnier in Moskau                                   | Welter         | hinter Arif Niftulajew, UdSSR, vor Triebel, DDR |
| 1978 | 8.    | EM in Oslo                                                          | Welter         | mit Siegen über Moratto, Italien u. Triebel u. Niederlagen gegen Ion Ciobotaru u. Janko Schopow                                                                                              |
| 1978 | 8.    | WM in Mexiko-Stadt                                                  | Welter         | mit Siegen über Daniel Emelin, Frankreich u. Mikko Huhtala u. einer Niederlage gegen Arif Niftulajew; im Kampf gegen Karl-Heinz Helbing wurden beide Ringer wegen Passivität disqualifiziert |
| 1979 | 2.    | „Werner-Seelenbinder“-Turnier in Leipzig                            | Welter         | hinter Karl-Heinz Helbing, vor Ferenc Kocsis, Tatu Kangas u. Normo Övermark, bde. Finnland                                                                                                   |
| 1979 | 10.   | WM in San Diego                                                     | Welter         | nach Niederlagen gegen Wjatscheslaw Mkrtyschew, UdSSR u. Janko Schopow |

## Polnische Meisterschaften
Stanisław Krzesiński gewann in den Jahren 1971, 1973, 1974 u. 1976 die polnische Meisterschaft im griechisch-römischen Stil im Weltergewicht.